# Zabójca (film australijski 2007)
Zabójca (ang. Rogue) – australijsko-amerykański horror z 2007 roku.

## Opis fabuły[1]
Amerykański pisarz Pete McKell (Michael Vartan), podróżujący po Australii, dołącza do grupy wczasowiczów odbywających rejs po rzece na terenie Narodowego Parku Kakadu. Pod koniec rejsu, przewodnik i kapitan łodzi Kate Ryan (Radha Mitchell) reagując na wezwanie pomocy (flara) decyduje się zmienić kurs na niezbadaną cześć rzeki, by pośpieszyć na ratunek. Po wpłynięciu na jezioro, łódź zderza się z czymś pod powierzchnią wody i zaczyna tonąć. Kate dobija na małą, opuszczoną, bagnistą wysepkę. Grupa szybko orientuje się, że znajduje się na terytorium ogromnego i krwiożerczego krokodyla.

## Obsada
- Michael Vartan - Pete McKell
- Radha Mitchell - Kate Ryan
- Sam Worthington - Neil
- Stephen Curry - Simon
- Celia Ireland - Gwen
- John Jarratt - Russell
- Heather Mitchell - Elizabeth
- Geoff Morrell - Allen
- Mia Wasikowska - Sherry
- Caroline Brazier - Mary Ellen
- Robert Taylor - Everett Kennedy
- Barry Otto - Merv
- Damien Richardson - Collin